# Козловичский сельсовет (Гомельская область)
Козловичский сельсовет — административно-территориальная единица на территории Калинковичского района Гомельской области Республики Беларусь. Административный центр — деревня Козловичи.

## Состав
Козловичский сельсовет включает 4 населённых пункта:
- Казанск — деревня.
- Козловичи — деревня.
- Кощичи — деревня.
- Тидов — деревня.